# Listă de absolvenți ai Universității din București
Această pagină este o listă de personalități notabile care au studiat la Universitatea din București.
Această listă este generată cu date din Wikidata și este actualizată periodic de un robot.
 Editările făcute în listă vor fi șterse la următoarea actualizare!
| Nume                             | Ocupație | Imagine |
| -------------------------------- | --- | ------- |
| Eugen Ionescu                    | dramaturg român                                                                                               |         |
| Emil Cioran                      | filozof și eseist româno-francez (1911-1995)                                                                  |         |
| Mircea Eliade                    | istoric și filosof al religiilor, eseist, prozator român și ulterior american                                 |         |
| George Emil Palade               | medic și specialist româno-american în domeniul biologiei celulare, laureat al Premiului Nobel                |         |
| Victor Ponta                     | al 63-lea prim-ministru al României (2012-2015)                                                               |         |
| Elena Ceaușescu                  | Politician român (1916–1989)                                                                                  |         |
| Nicușor Dan                      | Președintele României din 2025                                                                                |         |
| Adrian Mutu                      | fotbalist român                                                                                               |         |
| Ion Luca Caragiale               | dramaturg, nuvelist, poet, scriitor, director de teatru, comentator politic și ziarist                        |         |
| Călin Popescu-Tăriceanu          | al 60-lea prim-ministru al României (2004-2007)                                                               |         |
| Emil Constantinescu              | Președintele României din 1996 până în 2000                                                                   |         |
| Adrian Năstase                   | al 59-lea prim-ministru al României (2000-2004)                                                               |         |
| Ana Aslan                        | biolog, medic și gerontolog român                                                                             |         |
| David Popovici                   | înotător român                                                                                                |         |
| Radu Vasile                      | Fost Prim-ministru al României                                                                                |         |
| Ion Gheorghe Maurer              | al 49-lea Prim-ministru al României (1961-1974)                                                               |         |
| Crin Antonescu                   | politician român, fost președinte interimar al României                                                       |         |
| George Simion                    | Politician și activist român (n. 1986)                                                                        |         |
| Aleksander Stavre Drenova        | poet albanez                                                                                                  |         |
| Armand Călinescu                 | politician român                                                                                              |         |
| Lidija Dimkovska                 | scriitoare macedoneană                                                                                        |         |
| Nichita Stănescu                 | poet, scriitor și eseist român                                                                                |         |
| Zoia Ceaușescu                   | matematiciană română                                                                                          |         |
| Vasko Popa                       | scriitor sârb                                                                                                 |         |
| Vazken Balgian                   | |         |
| Cătălin Predoiu                  | politician român (n. 1968)                                                                                    |         |
| Horia Sima                       | politician român legionar                                                                                     |         |
| Miron Cristea                    | Fost Patriarh al Bisericii Ortodoxe Române                                                                    |         |
| Nicholas Georgescu-Roegen        | |         |
| Saul Steinberg                   | caricaturist american                                                                                         |         |
| Constantin Ion Parhon            | politician român                                                                                              |         |
| Ion Barbu                        | poet și matematician român                                                                                    |         |
| Kadriye Nurmambet                | cântăreață română                                                                                             |         |
| Mihaela Buzărnescu               | jucătoare de tenis română                                                                                     |         |
| Nicu Ceaușescu                   | politician român                                                                                              |         |
| Adina Ioana Vălean               | politiciană română                                                                                            |         |
| Constantin Virgil Gheorghiu      | scriitor român                                                                                                |         |
| Paul Goma                        | scriitor român                                                                                                |         |
| Delia Grigore                    | scriitoare, filologă, academiciană și activistă pentru drepturile romilor                                     |         |
| Valentin Ceaușescu               | fizician român                                                                                                |         |
| Alexandru Athanasiu              | politician român                                                                                              |         |
| George Lusztig                   | matematician evreu-român-american                                                                             |         |
| Grigore C. Moisil                | matematician român, pionier în domeniul calculatoarelor                                                       |         |
| Marin Preda                      | nuvelist și romancier român                                                                                   |         |
| Albert-László Barabási           | |         |
| Corneliu Vadim Tudor             | Politician și scriitor român (1949–2015)                                                                      |         |
| Mihai Antonescu                  | politician român și criminal de război                                                                        |         |
| Ștefania Mărăcineanu             | chimist și fizician român                                                                                     |         |
| Constantin Noica                 | filosof, poet, eseist, publicist și scriitor român                                                            |         |
| Gheorghe Argeșanu                | politician român                                                                                              |         |
| Oskar Pastior                    | poet german                                                                                                   |         |
| Roberta Anastase                 | politiciană română                                                                                            |         |
| Spiru Haret                      | matematician, astronom și politician român                                                                    |         |
| Merritt Ruhlen                   | |         |
| Barbu Ștefănescu Delavrancea     | scriitor, orator, avocat român și primar al Capitale                                                          |         |
| Corneliu Mănescu                 | politician român                                                                                              |         |
| Dumitru Stăniloae                | preot, teolog și ziarist român                                                                                |         |
| Florin Gheorghiu                 | șahist român                                                                                                  |         |
| Matei Vișniec                    | scriitor român                                                                                                |         |
| Roxana Mînzatu                   | politician român                                                                                              |         |
| Solomon Marcus                   | matematician român                                                                                            |         |
| Teoctist Arăpașu                 | Fost Patriarh al Bisericii Ortodoxe Române                                                                    |         |
| Demetru Dem. Demetrescu-Buzău    | scriitor român                                                                                                |         |
| Gheorghe Mironescu               | politician român                                                                                              |         |
| Ioan Petru Culianu               | istoric român                                                                                                 |         |
| Lucrețiu Pătrășcanu              | politician român                                                                                              |         |
| Monica Macovei                   | politiciană română, fost procuror ceaușist                                                                    |         |
| Nae Ionescu                      | filosof, profesor universitar, jurnalist, om politic român, militant antisemit (1890-1940)                    |         |
| Rona Hartner                     | cântăreață română                                                                                             |         |
| Teodor Meleșcanu                 | politician român                                                                                              |         |
| Titus Corlățean                  | Politician român (n. 1968)                                                                                    |         |
| Bogdan Aurescu                   | diplomat și om politic român, ministrul de Externe al României între 4 noiembrie 2019 - 15 iunie 2023         |         |
| Camil Petrescu                   | romancier, dramaturg, filozof și poet român                                                                   |         |
| Dan Stanca                       | scriitor român                                                                                                |         |
| Duiliu Zamfirescu                | poet, prozator, dramaturg, creator al romanului ciclic                                                        |         |
| Elisabeta Polihroniade           | șahistă română                                                                                                |         |
| Gabriel Oprea                    | politician român                                                                                              |         |
| George Bacovia                   | poet român |         |
| George Topîrceanu                | poet, memorialist și publicist român                                                                          |         |
| Gheorghe Alexianu                | politician (1897-1946)                                                                                        |         |
| Nina Cassian                     | poetă, eseistă și traducătoare română                                                                         |         |
| Varujan Vosganian                | politician român                                                                                              |         |
| Cristian Diaconescu              | politician român                                                                                              |         |
| George Grigore                   | scriitor român                                                                                                |         |
| Grigore Preoteasa                | fost activist comunist român, ziarist și politician                                                           |         |
| Mihnea Motoc                     | diplomat român                                                                                                |         |
| Petru Dumitriu                   | |         |
| Ramona Mănescu                   | politiciană română                                                                                            |         |
| Traian Lalescu                   | matematician român                                                                                            |         |
| Adrian Cioroianu                 | academician, politician, jurnalist român                                                                      |         |
| Alexandra Bellow                 | matematiciană română-americană                                                                                |         |
| Alice Voinescu                   | |         |
| Elena Bacaloglu                  | jurnalistă, critic literar, politiciană de dreapta                                                            |         |
| Elena Giurcă                     | canotoare română                                                                                              |         |
| Eugen Barbu                      | Scriitor și jurnalist român (1924–1993)                                                                       |         |
| Gheorghe Țițeica                 | matematician român                                                                                            |         |
| Gheorghi Stranski                | |         |
| Grigore Gafencu                  | politician român                                                                                              |         |
| Lazăr Șăineanu                   | lingvist și folclorist român                                                                                  |         |
| Nicolae Batzaria                 | prozator și publicist de origine aromână                                                                      |         |
| Vasile Pârvan                    | istoric și arheolog român                                                                                     |         |
| Sándor Radó                      | |         |
| Dumitru Mazilu                   | politician român                                                                                              |         |
| Elie Carafoli                    | Inginer român de origine aromână, considerat unul dintre pionierii aeronauticii                               |         |
| Justinian Marina                 | Fost Patriarh al Bisericii Ortodoxe Române                                                                    |         |
| Lia Olguța Vasilescu             | politiciană română                                                                                            |         |
| Loránt-György Vincze             | politician |         |
| Lucia Demetrius                  | scriitoare, traducătoare și actriță română                                                                    |         |
| Mihai Șubă                       | |         |
| Mircea Ionescu-Quintus           | politician român (1917-2017)                                                                                  |         |
| Nikolai Sudzilovski              | medic, politician rus și hawaiian, activist socialist în România (1850–1930)                                  |         |
| Octavian Paler                   | scriitor și jurnalist român (1926–2007)                                                                       |         |
| Tudor Vianu                      | scriitor român                                                                                                |         |
| Vasile Voiculescu                | medic, poet, prozator și dramaturg român                                                                      |         |
| Adrian Severin                   | politician și diplomat român                                                                                  |         |
| Ana Birchall                     | politician român                                                                                              |         |
| Andrei Oișteanu                  | academician român                                                                                             |         |
| Constantin Rădulescu-Motru       | filosof, psiholog, pedagog, om politic, dramaturg, director de teatru român                                   |         |
| Dan Șova                         | politician român                                                                                              |         |
| Emil Bobu                        | politician român                                                                                              |         |
| Gheorghe Marinescu               | neurolog român                                                                                                |         |
| Ion Hobana                       | scriitor român                                                                                                |         |
| Lucian Boia                      | istoric român                                                                                                 |         |
| Renate Weber                     | fost europarlamentar român, actuală Avocat al Poporului                                                       |         |
| Alice Săvulescu                  | botanistă română                                                                                              |         |
| Carol-Eduard Novak               | ciclist român, fost ministru al tineretului și sportului                                                      |         |
| Ciprian Foiaș                    | matematician american de origine română                                                                       |         |
| Codrin Țapu                      | |         |
| Cristian Preda                   | politician român                                                                                              |         |
| Dan Barna                        | politician progresist din partea USR                                                                          |         |
| Dan Virgil Voiculescu            | matematician român                                                                                            |         |
| Dhimitër Beratti                 | politician albanez                                                                                            |         |
| Dorin Chirtoacă                  | |         |
| Eugen Tomac                      | politician român                                                                                              |         |
| Florin Curta                     | |         |
| Gabriel Liiceanu                 | filozof român                                                                                                 |         |
| Ion Cantacuzino                  | om de știință român                                                                                           |         |
| Iulia Motoc                      | avocat român                                                                                                  |         |
| Leonid Dimov                     | scriitor român                                                                                                |         |
| Mircea Dușa                      | politician român                                                                                              |         |
| Miron Nicolescu                  | matematician român                                                                                            |         |
| Nora Iuga                        | autor și traducător român                                                                                     |         |
| Teodor Baconschi                 | diplomat român                                                                                                |         |
| Vasile Marin                     | militant legionar român                                                                                       |         |
| Dhimitër Pasko                   | |         |
| Roberto Vannacci                 | |         |
| Alexandru Rosetti                | lingvist și filolog român, editor, pedagog, istoric al limbii române                                          |         |
| Daniel Barbu                     | scriitor român                                                                                                |         |
| Eva Christian                    | actriță germană                                                                                               |         |
| Kristo Dako                      | |         |
| Nicolae Petrescu-Comnen          | politician român                                                                                              |         |
| Peter Hammer                     | matematician american                                                                                         |         |
| Sergiu Celac                     | diplomat român                                                                                                |         |
| Tiberiu Popoviciu                | matematician                                                                                                  |         |
| Traian Săvulescu                 | |         |
| Traian Ungureanu                 | politician român                                                                                              |         |
| Vasile Boerescu                  | politician român                                                                                              |         |
| Victor Babiuc                    | politician român                                                                                              |         |
| Șerban Țițeica                   | fizician român                                                                                                |         |
| Alexandru Toma                   | scriitor român                                                                                                |         |
| Bogdan Olteanu                   | politician român                                                                                              |         |
| Cabiria Andreian Cazacu          | matematician român                                                                                            |         |
| Dan Stoenescu                    | diplomat de carieră, ministru pentru românii de pretutindeni, ambasador                                       |         |
| Denis Buican                     | filozof român                                                                                                 |         |
| Dimitrie Gerota                  | medic român                                                                                                   |         |
| Eugen Jebeleanu                  | |         |
| Florentina Mosora                | |         |
| George Macovescu                 | politician român                                                                                              |         |
| George Murnu                     | scriitor și traducător român de origine aromână                                                               |         |
| Ileana Streinu                   | informaticiană și matematiciană româno-americană                                                              |         |
| Izabela Sadoveanu-Evan           | scriitoare română                                                                                             |         |
| Miron Constantinescu             | politician român                                                                                              |         |
| Natalia Gheorghiu                | |         |
| Norica Nicolai                   | politiciană română                                                                                            |         |
| Oana Lungescu                    | jurnalistă română                                                                                             |         |
| Octav Onicescu                   | matematician român                                                                                            |         |
| Panait Cerna                     | poet român |         |
| Perpessicius                     | istoric, critic literar, folclorist, eseist, poet român, cercetător și editor al operei eminesciene           |         |
| Puiu Hașotti                     | politician român                                                                                              |         |
| Radu Câmpeanu                    | politician român (1922–2016)                                                                                  |         |
| Raluca Alexandra Prună           | politician |         |
| Remus Cernea                     | politician progresist                                                                                         |         |
| Titus Popovici                   | scriitor și scenarist român                                                                                   |         |
| Valerian Trifa                   | |         |
| Ștefan Baciu                     | |         |
| Beno Arbel                       | |         |
| Gábor Bereczki                   | |         |
| Richard M. Weiner                | fizician german                                                                                               |         |
| Adolf de Herz                    | traducător, publicist, dramaturg român                                                                        |         |
| Adrian Maniu                     | scriitor român                                                                                                |         |
| Adriana Bittel                   | scriitoare română                                                                                             |         |
| Alexandru Tzigara-Samurcaș       | istoric de artă, etnograf, muzeolog și jurnalist cultural român                                               |         |
| Alyssia Kent                     | |         |
| Annie Bentoiu                    | |         |
| Anton Holban                     | romancier și eseist român, nepotul criticului Eugen Lovinescu                                                 |         |
| Arina Avram                      | scriitoare română                                                                                             |         |
| Aristide Blank                   | economist român                                                                                               |         |
| Constantin C. Giurescu           | istoric român                                                                                                 |         |
| Constantin Esarcu                | politician român                                                                                              |         |
| Constantin S. Nicolaescu-Plopșor | scriitor român                                                                                                |         |
| Constantin Vișoianu              | diplomat român                                                                                                |         |
| Daniel Danielopolu               | psiholog român                                                                                                |         |
| Dimitrie Grecescu                | botanist român                                                                                                |         |
| Emil Grosswald                   | |         |
| George Oprescu                   | istoric român                                                                                                 |         |
| George Pruteanu                  | profesor universitar, politician, traducător și critic literar român                                          |         |
| Gheorghe Mihoc                   | matematician român                                                                                            |         |
| Haig Acterian                    | jurnalist român                                                                                               |         |
| Ioan Alexandru (scriitor)        | poet român |         |
| Ion Frunzetti                    | istoric de arta, om de litere                                                                                 |         |
| Iordan Chimet                    | |         |
| Kálmán Vánky                     | |         |
| Leonte Răutu                     | politician român                                                                                              |         |
| Marcelino Perelló Valls          | |         |
| Marius Oprea                     | istoric român                                                                                                 |         |
| Mihai Șora                       | filosof și eseist român                                                                                       |         |
| Nicolae Gh. Lupu                 | medic român                                                                                                   |         |
| Oana-Silvia Țoiu                 | Ministru al Afacerilor Externe al României                                                                    |         |
| Petre Sergescu                   | matematician român                                                                                            |         |
| Radu Gyr                         | scriitor român și membru al Mișcării Legionare                                                                |         |
| Răzvan Rădulescu                 | scriitor român                                                                                                |         |
| Sulfina Barbu                    | politiciană română                                                                                            |         |
| Teodor T. Nalbant                | |         |
| Traian Herseni                   | |         |
| Tudor Mușatescu                  | scriitor român (1903–1970)                                                                                    |         |
| Valentin Poénaru                 | matematician român                                                                                            |         |
| Valer Dorneanu                   | politician român                                                                                              |         |
| Valeriu Pantazi                  | pictor, poet și scriitor român                                                                                |         |
| Valeriu Stoica                   | politician român (n. 1953)                                                                                    |         |
| Victor Ieronim Stoichiță         | istoric al artei spaniol                                                                                      |         |
| Șerban Cioculescu                | |         |
| Emil Dorian                      | |         |
| Alexandru Dragomir               | filosof român                                                                                                 |         |
| Alexandru Paleologu              | scriitor român                                                                                                |         |
| Alina Sorescu                    | cântăreață română                                                                                             |         |
| Aurelian Pavelescu               | Politician și Avocat Român                                                                                    |         |
| Bálint Tóth                      | matematician maghiar                                                                                          |         |
| Constantin I. Istrati            | chimist și medic român, fost președinte al Academiei Române                                                   |         |
| Constantin Olteanu               | general și politician român                                                                                   |         |
| Constantin Titel Petrescu        | politician român                                                                                              |         |
| Cristian S. Calude               | |         |
| Dieter Schlesak                  | |         |
| Eugen Filotti                    | |         |
| Ferenc Kalmár                    | politician maghiar                                                                                            |         |
| Francisc Iosif Rainer            | |         |
| Gabriel Badea-Păun               | istoric de artă și eseist                                                                                     |         |
| Gelu Voican Voiculescu           | om politic român                                                                                              |         |
| Gheorghe Adamescu                | critic literar român                                                                                          |         |
| Gheorghe Buzdugan                | |         |
| Gheorghe Demetrescu              | matematician român                                                                                            |         |
| Grigore Niculescu-Buzești        | politician român                                                                                              |         |
| Haralamb Lecca                   | poet, dramaturg și traducător român                                                                           |         |
| Henri Stahl                      | scriitor român                                                                                                |         |
| Henric Sanielevici               | jurnalist, critic literar                                                                                     |         |
| Horia-Roman Patapievici          | filosof român                                                                                                 |         |
| Ioan Vulpescu                    | politician român                                                                                              |         |
| Ion Caraion                      | poet român |         |
| Ion Țuculescu                    | pictor român                                                                                                  |         |
| Iulian Vlad                      | ofițer român                                                                                                  |         |
| Magdalena Titrici                | chimistă română                                                                                               |         |
| Marcian Bleahu                   | |         |
| Marcu Beza                       | scriitor român                                                                                                |         |
| Miron Radu Paraschivescu         | jurnalist român                                                                                               |         |
| Natalia-Elena Intotero           | Politician român (n. 1976)                                                                                    |         |
| Nuși Tulliu                      | |         |
| Oliviu Gherman                   | politician român                                                                                              |         |
| Petru Popescu                    | scriitor american                                                                                             |         |
| Pompiliu Eliade                  | istoric român                                                                                                 |         |
| Radu D. Rosetti                  | poet și epigramist român                                                                                      |         |
| Radu Stroe                       | Fost Ministru de Interne al României                                                                          |         |
| Remus Pricopie                   | politician român                                                                                              |         |
| Rodica Simion                    | matematiciană americană                                                                                       |         |
| Sorin Popa                       | matematician român american                                                                                   |         |
| Sorin Titel                      | scriitor român                                                                                                |         |
| Teodosie Petrescu                | cleric român                                                                                                  |         |
| Vasile Vasilache                 | scriitor moldovean                                                                                            |         |
| Veronica Porumbacu               | fostă poetă, memoralistă, autoare și traducătoare româncă                                                     |         |
| Victor Neumann                   | istoric român                                                                                                 |         |
| Virgil Măgureanu                 | sociolog român                                                                                                |         |
| Vlad Alexandrescu                | istoric român                                                                                                 |         |
| Vlad Nistor                      | politician român                                                                                              |         |
| Wilhelm Filderman                | politician român                                                                                              |         |
| Ștefan Petică                    | poet, prozator, dramaturg și publicist român, considerat primul poet simbolist autentic din literatura română |         |
| Adrian Ioana                     | matematician român                                                                                            |         |
| Alexandru Froda                  | matematician român                                                                                            |         |
| Alexandru Ivasiuc                | scriitor român                                                                                                |         |
| Alexandru Mironov                | politician și scriitor român                                                                                  |         |
| Andrei Popov                     | politician moldovean                                                                                          |         |
| Basarab Nicolescu                | fizician român                                                                                                |         |
| Bogdan Baltazar                  | |         |
| Caius Iacob                      | matematician român                                                                                            |         |
| Cezar Papacostea                 | |         |
| Christian Tămaș                  | scriitor român                                                                                                |         |
| Cincinat Pavelescu               | poet și epigramist român, autor de romanțe, lieduri, cantilene, serenade și madrigaluri                       |         |
| Constantin Bacalbașa             | ziarist, memorialist, om politic român                                                                        |         |
| Constantin Beldie                | scriitor român                                                                                                |         |
| Constantin Gheorghe Banu         | scriitor, jurnalist și politician                                                                             |         |
| Constantin Iotzu                 | arhitect român                                                                                                |         |
| Cătălina Curceanu                | fiziciană română                                                                                              |         |
| Dan Botta                        | poet, eseist și traducător român din perioada interbelică                                                     |         |
| Dan Sergiu Hanganu               | |         |
| Dinu Adameșteanu                 | |         |
| Doru-Viorel Ursu                 | politician român                                                                                              |         |
| Emil Gulian                      | poet, critic literar și traducător român                                                                      |         |
| George Anania                    | |         |
| George Vâlsan                    | geograf și etnograf român                                                                                     |         |
| Gheorghe Bogdan-Duică            | academician, critic literar                                                                                   |         |
| Gheorghe Păun                    | matematician și informatician român                                                                           |         |
| Hans Bergel                      | |         |
| Horia Bernea                     | artist român                                                                                                  |         |
| Horia Lovinescu                  | scriitor român                                                                                                |         |
| Hristu Cândroveanu               | critic literar român                                                                                          |         |
| Iacob Iacobovici                 | |         |
| Ioan A. Bassarabescu             | scriitor român                                                                                                |         |
| Ioan Alexandru Brătescu-Voinești | prozator român                                                                                                |         |
| Ioan Missir                      | politician român                                                                                              |         |
| Ioan Sauca                       | |         |
| Ion Eduard Fuhn                  | Herpetolog român (1916-1987)                                                                                  |         |
| Ion Foti                         | poet, prozator, jurnalist și traducător român și aromân                                                       |         |
| Ion Stănescu                     | om politic român                                                                                              |         |
| Iosif Constantin Drăgan          | istoric bănățean & scriitor român                                                                             |         |
| Iosif Sava                       | muzicolog român                                                                                               |         |
| Laurențiu Profeta                | compozitor român                                                                                              |         |
| Liviu Negoiță                    | politician român                                                                                              |         |
| Ludovic Dauș                     | |         |
| Maria Iliescu                    | profesoară universitară austriacă                                                                             |         |
| Marius Nasta                     | medic român                                                                                                   |         |
| Matei Călinescu                  | |         |
| Mihai Botez                      | |         |
| Mihai Ciucă                      | om de știință român, cercetător și profesor în domeniul bacteriologiei                                        |         |
| Mihail Davidoglu                 | dramaturg român                                                                                               |         |
| Mihail Dragomirescu              | estetician, teoretician și critic literar român                                                               |         |
| Mihail Florescu                  | miltar (general), chimist, politician român                                                                   |         |
| Mihail Polihroniade              | |         |
| Mircea Florian                   | filosof român                                                                                                 |         |
| Mircea Malița                    | matematician, eseist și diplomat român                                                                        |         |
| Mircea Mustață                   | matematician                                                                                                  |         |
| Mircea Vulcănescu                | filosof român                                                                                                 |         |
| Monica Anisie                    | senator roman, fost ministru al educatiei (2019-2021)                                                         |         |
| Nicolae Carandino                | scriitor român                                                                                                |         |
| Nicolae Popa                     | judecător român                                                                                               |         |
| Nicolae Popescu                  | matematician român                                                                                            |         |
| Pericle Martinescu               | jurnalist și traducător român                                                                                 |         |
| Petre Ștefănucă                  | sociolog român                                                                                                |         |
| Robert Cazanciuc                 | politician român                                                                                              |         |
| Silvia Cambir                    | artistă română                                                                                                |         |
| Sorin Dan Mihalache              | politician român                                                                                              |         |
| Sorin Stati                      | |         |
| Tache Papahagi                   | lingvist, etnograf și folclorist aromân                                                                       |         |
| Traian Coșovei                   | scriitor român                                                                                                |         |
| Valentin Ionescu                 | politician român                                                                                              |         |
| Veronika Petrovici               | |         |
| Victor Crăsescu                  | scriitor și medic moldovean                                                                                   |         |
| Victor Gomoiu                    | |         |
| Virgil Nemoianu                  | scriitor român                                                                                                |         |
| Viviana Grădinaru                | |         |
| Vladimir Tismăneanu              | academician român                                                                                             |         |
| Jimmy Cornell                    | |         |
| Omar Lara                        | |         |
| Adrian Țuțuianu                  | politician român                                                                                              |         |
| Agatha Bacovia                   | soția lui George Bacovia                                                                                      |         |
| Alexandrina Cernov               | filologă română                                                                                               |         |
| Alexandru Ciorănescu             | |         |
| Alexandru Nicolau                | politician român                                                                                              |         |
| Alexandru T. Stamatiad           | poet român |         |
| Alexandru Vulpe                  | istoric și arheolog român                                                                                     |         |
| Alexandru Zaharescu              | matematician român                                                                                            |         |
| Andi-Gabriel Grosaru             | politician român                                                                                              |         |
| Antonie Iorgovan                 | politician român                                                                                              |         |
| Athanase Joja                    | filosof și logician român                                                                                     |         |
| Cecilia Ștefănescu               | scriitoare română                                                                                             |         |
| Cella Serghi                     | scriitoare română                                                                                             |         |
| Cezar Baltag                     | scriitor român                                                                                                |         |
| Claudia Ana Costea               | juristă și professoară română                                                                                 |         |
| Constantin Al. Ionescu-Caion     | scriitor român                                                                                                |         |
| Constantin Moisil                | istoric și arheolog român                                                                                     |         |
| Corina Șuteu                     | consultant cultural, politici culturale                                                                       |         |
| Cornel Chiriac                   | jurnalist și muzician român                                                                                   |         |
| Cornel Feruță                    | diplomat român                                                                                                |         |
| Corneliu E. Giurgea              | |         |
| Costin Murgescu                  | |         |
| Cristiana Pașca-Palmer           | ministru al Mediului (2015-2017)                                                                              |         |
| Dana Grigorcea                   | scriitoare elvețiană de origine română                                                                        |         |
| Dem I. Dobrescu                  | politician român                                                                                              |         |
| Diana-Anda Buzoianu              | Ministru al Mediului, Apelor și Pădurilor din România                                                         |         |
| Dorin Liviu Zaharia              | muzician român                                                                                                |         |
| Dorin Poenaru                    | |         |
| Doru Romulus Costea              | diplomat român                                                                                                |         |
| Elena Liliana Popescu            | poet, traducător și editor, doctor în matematică și profesor universitar                                      |         |
| Emil Fagure                      | scriitor, traducător, jurnalist, critic si om politic evreu român                                             |         |
| Florin Mugur                     | scriitor român                                                                                                |         |
| Gabriel Andreescu                | |         |
| George Silviu                    | |         |
| Gheorghe Gh. Mârzescu            | politician român                                                                                              |         |
| Gheorghe Zane                    | |         |
| Grigore Cugler                   | |         |
| Grigore Iunian                   | politician român                                                                                              |         |
| Gyula Iulius Maurer              | matematician maghiar                                                                                          |         |
| Henri H. Stahl                   | |         |
| Ion Jinga                        | diplomat român                                                                                                |         |
| Ion Popescu-Sibiu                | |         |
| Ion Predescu                     | jurist român                                                                                                  |         |
| Ion Tănăsescu                    | chimist român                                                                                                 |         |
| Leon Levițchi                    | filolog și traducător român                                                                                   |         |
| Leonte Moldovan                  | |         |
| Lila Kari                        | informaticiană româno-canadiană                                                                               |         |
| Liviu Constantinescu             | fizician român                                                                                                |         |
| Lucia Wald                       | |         |
| László Zsidó                     | matematician român                                                                                            |         |
| Maria Bobu                       | |         |
| Marius Mircu                     | |         |
| Meinhard Edwin Mayer             | |         |
| Mihai Bâră                       | |         |
| Mihail Ghelmegeanu               | avocat român                                                                                                  |         |
| Mihail Petroveanu                | critic literar român                                                                                          |         |
| Mihnea Popa                      | |         |
| Mircea Ciobanu                   | poet român |         |
| Mircea Nedelciu                  | scriitor român                                                                                                |         |
| Mircea Steriade                  | medic român                                                                                                   |         |
| Mitiță Constantinescu            | politician român                                                                                              |         |
| Nicolae Abramescu                | matematician român                                                                                            |         |
| Nicolae Dobrescu                 | istoric român                                                                                                 |         |
| Nicolae Penescu                  | politician român                                                                                              |         |
| Nicolae Petrașcu                 | scriitor român                                                                                                |         |
| Nicolae Simache                  | profesor, istoric și muzeograf român                                                                          |         |
| Nicolae Simionescu               | medic român                                                                                                   |         |
| Niculae I. Herescu               | |         |
| Octav Șuluțiu                    | scriitor, traducător și critic literar                                                                        |         |
| Octavian C. Tăslăuanu            | |         |
| Ovidiu Constantinescu            | |         |
| Paul Păcuraru                    | sociolog român                                                                                                |         |
| Paul Păun                        | pictor român (1915-1994)                                                                                      |         |
| Pericle Papahagi                 | filolog aromân (1872–1943)                                                                                    |         |
| Pál Bodor                        | |         |
| Radu Varia                       | istoric al artei român                                                                                        |         |
| Regina Ice                       | actriță porno română                                                                                          |         |
| Remus Opreanu                    | politician român                                                                                              |         |
| Răzvan Theodorescu               | istoric și om politic român                                                                                   |         |
| Sever Voinescu                   | politician român                                                                                              |         |
| Silvian Iosifescu                | critic literar român                                                                                          |         |
| Stelian Tănase                   | activist român                                                                                                |         |
| Stelian-Cristian Ion             | politician român                                                                                              |         |
| Tatiana Nicolescu                | |         |
| Traian Bratu                     | germanist, rector al Universității din Iași                                                                   |         |
| Ursula Șchiopu                   | |         |
| Valeriu Turcan                   | jurnalist român                                                                                               |         |
| Vasile Păun                      | poet, teoretician și critic literar român                                                                     |         |
| Vasile Silvian Ciupercă          | politician român                                                                                              |         |
| Veronica Vaida                   | fiziciană americană                                                                                           |         |
| Victor Grigorescu                | |         |
| Victor Kernbach                  | |         |
| Victor Vâlcovici                 | |         |
| Vladimir Cavarnali               | scriitor român                                                                                                |         |
| Vladimir Socor                   | jurnalist american                                                                                            |         |
| Adriana Lita                     | |         |
| Andreilu al Bagav                | scriitor român                                                                                                |         |
| Camelia Toader                   | |         |
| Liliana Borcea                   | |         |
| Marcel Dinu                      | diplomat român                                                                                                |         |
| Mioara Mandea                    | |         |
| Miruna Cojanu                    | pictoriță română                                                                                              |         |
| Nineta Barbulescu                | diplomată română                                                                                              |         |
| Varlaam Levkiyski                | |         |
| Adrian Ioviță                    | |         |
| Alexander Spiegelblatt           | scriitor israelian                                                                                            |         |
| Alexandru Bassarab               | |         |
| Alexandru Cecal                  | chimist român, profesor în cadrul Facultății de Chimie Iași                                                   |         |
| Alexandru Claudian               | sociolog român                                                                                                |         |
| Alexandru Lipcan                 | |         |
| Alexandru Obregia                | medic psihiatru român                                                                                         |         |
| Alexandru Popescu                | |         |
| Alexei Stârcea                   | compozitor român                                                                                              |         |
| Andrei Pippidi                   | istoric român                                                                                                 |         |
| Andrei Rădulescu                 | magistrat, Profesor Universitar                                                                               |         |
| András Némethi                   | matematician maghiar                                                                                          |         |
| Antoaneta Sabău                  | filolog clasic                                                                                                |         |
| Arthur Kreindler                 | neurolog român                                                                                                |         |
| Augustin Deac                    | |         |
| Barbu Brezianu                   | istoric român                                                                                                 |         |
| Barbu Solomon                    | politician comunist român                                                                                     |         |
| Belu Zilber                      | |         |
| Bogdan Suceavă                   | matematician român                                                                                            |         |
| Carmen Petra Basacopol           | muziciană română                                                                                              |         |
| Cassius Ionescu-Tulcea           | matematician american                                                                                         |         |
| Charles Drouhet                  | |         |
| Claudiu Isopescu                 | filolog și istoric literar român                                                                              |         |
| Constantin Dimitriu-Dovlecel     | |         |
| Constantin Hamangiu              | jurist român                                                                                                  |         |
| Constantin I. Nicolaescu         | |         |
| Constantin Noe                   | |         |
| Constantin T. Stoika             | scriitor român                                                                                                |         |
| Corneliu Moldovanu               | poet, romancier, critic de teatru și gazetar român                                                            |         |
| Cristina Țopescu                 | jurnalistă și prezentatoare TV română                                                                         |         |
| Cătălin Teniță                   | antreprenor digital, activist civic și politician român                                                       |         |
| Dan Berindei                     | istoric român                                                                                                 |         |
| Dan Dungaciu                     | Sociolog român (n. 1968)                                                                                      |         |
| Dan Farcaș                       | |         |
| Dan Lupașcu                      | jurist român                                                                                                  |         |
| Dan-Mircea Popescu               | politician român                                                                                              |         |
| Dana Bunescu                     | |         |
| Daniel Florea                    | politician român din Sectorul 5, București                                                                    |         |
| Denisa Comănescu                 | jurnalistă română                                                                                             |         |
| Dinu Pillat                      | scriitor, critic și istoric literar român                                                                     |         |
| Donar Munteanu                   | poet român |         |
| Donca Steriade                   | |         |
| Doru Ioan Tărăcilă               | politician român                                                                                              |         |
| Dumitru Enescu                   | |         |
| Dumitru Popovici                 | critic literar român                                                                                          |         |
| Emil Giurgiuca                   | |         |
| Emmanuel Rais                    | |         |
| Eugen Cizek                      | filolog român                                                                                                 |         |
| Eugen Schileru                   | critic literar și de artă, eseist și traducător român                                                         |         |
| Eugeniu Ștefănescu-Est           | poet, caricaturist român                                                                                      |         |
| Evloghie Nica                    | |         |
| Flavian Bârgăoanu                | |         |
| Florian Ștefănescu-Goangă        | psiholog român                                                                                                |         |
| Florin Aurelian Popescu          | politician român                                                                                              |         |
| Florin Constantiniu              | istoric român                                                                                                 |         |
| Florin Diacu                     | matematician român                                                                                            |         |
| Florin Iaru                      | |         |
| Florin Jianu                     | politician român                                                                                              |         |
| George Alboiu                    | poet român |         |
| George Ceara                     | |         |
| George Ciucu                     | politician român                                                                                              |         |
| George Marinescu                 | matematician român                                                                                            |         |
| George Țărnea                    | poet român |         |
| Gheorghe Crăciun (scriitor)      | profesor universitar român                                                                                    |         |
| Gheorghe E. Cojocaru             | istoric moldovean                                                                                             |         |
| Gheorghe I. Cantacuzino          | istoric român                                                                                                 |         |
| Gheorghe Kernbach                | poet |         |
| Gheorghe Novac                   | baschetbalist român                                                                                           |         |
| Gheorghe Tinca                   | fost ministru român al Apărării Naționale (1994-1996)                                                         |         |
| Gheorghe Vlădescu-Răcoasa        | sociolog român                                                                                                |         |
| Grațiela Brâncuși                | actriță română                                                                                                |         |
| Grete Tartler                    | scriitoare română                                                                                             |         |
| Grigore Brâncuș                  | filolog român                                                                                                 |         |
| Grigore Nandriș                  | lingvist român                                                                                                |         |
| Grigorie Comșa                   | |         |
| Gustav Gündisch                  | istoric german                                                                                                |         |
| Hayim Baltsan                    | jurnalist israelian                                                                                           |         |
| Henri Moscovici                  | |         |
| Henri Wald                       | filosof român                                                                                                 |         |
| Ilie Bărbulescu (scriitor)       | filolog român                                                                                                 |         |
| Ioan Dragu                       | ziarist, scriitor și diplomat român                                                                           |         |
| Ioan Dumitru Denciu              | scriitor, prozator, poet, eseist și traducător român                                                          |         |
| Ioan Gr. Periețeanu              | politician român                                                                                              |         |
| Ioan Talpeș                      | general român                                                                                                 |         |
| Ioan-Iovitz Popescu              | |         |
| Ion Chinezu                      | |         |
| Ion Gorun                        | poet, prozator, traducător și gazetar                                                                         |         |
| Ion Petrovici                    | academician român                                                                                             |         |
| Ion Siugariu                     | poet român |         |
| Ion Timuș                        | |         |
| Ion Trivale                      | critic literar și traducător român                                                                            |         |
| Iordan Bărbulescu                | diplomat și profesor                                                                                          |         |
| Iosif Gafton                     | episcop al Bisericii Ortodoxe Române                                                                          |         |
| Israel Berstein                  | matematician român                                                                                            |         |
| Iulian Mincu                     | politician român                                                                                              |         |
| Kálmán Szász                     | chimist, farmacist                                                                                            |         |
| Lagarder Danciu                  | |         |
| Laurențiu Ulici                  | critic literar român                                                                                          |         |
| Lazăr Botoșăneanu                | entomolog român                                                                                               |         |
| Lidia Vianu                      | profesor universitar și traducător român                                                                      |         |
| Lucian Boz                       | jurnalist român                                                                                               |         |
| Marcel Petrișor                  | scriitor român                                                                                                |         |
| Marius Iosifescu                 | matematician român                                                                                            |         |
| Marius Raul Bostan               | |         |
| Mihai Gavrilă                    | fizician român                                                                                                |         |
| Mihai Gribincea                  | politician moldovean                                                                                          |         |
| Mihail M. Cernea                 | |         |
| Mircea Dumitrescu                | critic de film și eseist                                                                                      |         |
| Mircea Dumitru                   | filosof și profesor universitar român                                                                         |         |
| Mircea Sântimbreanu              | scriitor român                                                                                                |         |
| Miron Grindea                    | |         |
| Miu Dobrescu                     | politician român                                                                                              |         |
| Mykhailo Mykhailiuk              | poet ucrainean                                                                                                |         |
| Natalia Negru                    | |         |
| Nestor Rateș                     | jurnalist și scriitor român                                                                                   |         |
| Nicolae Bagdasar                 | filosof român                                                                                                 |         |
| Nicolae Colan                    | Fost Mitropolit al Ardealului                                                                                 |         |
| Nicolae Dașcovici                | istoric român                                                                                                 |         |
| Nicolae N. Săveanu               | |         |
| Nicolae Roșca                    | jurist, avocat și profesor din Republica Moldova                                                              |         |
| Nicolae Stoicescu                | medievist român, membru de onoare al Academiei Române                                                         |         |
| Nicolae-Șerban Tanașoca          | |         |
| Nicolas Tertulian                | filosof francez                                                                                               |         |
| Niculae M. Popescu               | istoric român                                                                                                 |         |
| Nifon Nicolescu                  | episcop ortodox român                                                                                         |         |
| Ovidiu Papadima                  | critic literar român                                                                                          |         |
| Paul Cristea                     | fizician român                                                                                                |         |
| Paul Grigoriu                    | jurnalist și scriitor român                                                                                   |         |
| Paul Sterian                     | |         |
| Petre Ninosu                     | politician român                                                                                              |         |
| Petre P. Negulescu               | filosof și om politic român                                                                                   |         |
| Petre P. Panaitescu              | |         |
| Petre Stoica                     | |         |
| Petru Manoliu                    | |         |
| Pompiliu Constantinescu          | critic literar român                                                                                          |         |
| Radu Klapper                     | poet, scriitor și critic de balet israelian                                                                   |         |
| Radu Paraschivescu               | jurnalist român                                                                                               |         |
| Radu Theodorescu                 | |         |
| Richard Franasovici              | |         |
| Robert Turcescu                  | jurnalist român                                                                                               |         |
| Rodica Stănoiu                   | |         |
| Róbert Oláh-Gál                  | |         |
| Sanda Movilă                     | poetă română                                                                                                  |         |
| Sanda Stolojan                   | |         |
| Sergiu Grossu                    | jurnalist român                                                                                               |         |
| Simion Stolnicu                  | poet român |         |
| Sorin Bottez                     | politician, filolog și diplomat român (1930-2009)                                                             |         |
| Sterie Petrașincu                | medic român                                                                                                   |         |
| Stoica Nicolaescu                | istoric, slavist, eseist                                                                                      |         |
| Teodor D. Costescu               | |         |
| Teofil Oroian                    | |         |
| Teșu Solomovici                  | jurnalist român                                                                                               |         |
| Tudor Mohora                     | politician român                                                                                              |         |
| Valentin Vornicu                 | matematician român                                                                                            |         |
| Valerian Zaharia                 | episcop al Bisericii Ortodoxe Române                                                                          |         |
| Valeriu Munteanu                 | |         |
| Vasile Savel                     | |         |
| Victor Săhleanu                  | scriitor român                                                                                                |         |
| Viorel Badea                     | Politician român (n. 1968)                                                                                    |         |
| Virgil Mazilescu                 | poet și eseist român                                                                                          |         |
| Virgil Tănase                    | scriitor francez                                                                                              |         |
| Vlad Georgescu                   | istoric român                                                                                                 |         |
| Yolanda Eminescu                 | profesoară universitară română                                                                                |         |
| Zoe Petre                        | istoric și femeie politică română                                                                             |         |
| Ștefan Cazimir                   | critic literar român                                                                                          |         |
| Ștefan Minovici                  | chimist român                                                                                                 |         |
| Лернер, Исай Петрович            | |         |
| Anastasievici Leonte             | |         |
| Cristina Godun                   | |         |
| Edouard Drouhet                  | |         |
| Erwin Gáll                       | |         |
| Florin Pavlovici                 | |         |
| Ismat Beg                        | matematician pakistanez                                                                                       |         |
| Konstantin Samardzhiev           | |         |
| Lajos Balázs                     | |         |
| Lothar Bickel                    | |         |
| Ludovic Bruckstein               | scriitor israelian                                                                                            |         |
| Luis R. Vera                     | regizor de film chilian                                                                                       |         |
| Mihail Vântu                     | |         |
| Mona Berciu                      | |         |
| Vladimir Scolnic                 | |         |
| Zoe Verbiceanu                   | |         |
| Zsófi Molnár                     | |         |
| Ștefan Tita                      | |         |
| Adela Rogojinaru                 | lingvistă română                                                                                              |         |
| Adrian Ursu                      | jurnalist român                                                                                               |         |
| Alexandra Cornilescu             | |         |
| Alexandru Marinescu              | zoolog și muzeolog român                                                                                      |         |
| Alexandru Mironescu              | |         |
| Alexandru Munteanu               | protopop român                                                                                                |         |
| Alexandru Sever (prozator)       | scriitor român                                                                                                |         |
| Alexandru Șiperco                | oficial sportiv român                                                                                         |         |
| Alfred Rusescu                   | |         |
| Ali Saad                         | politician sirian                                                                                             |         |
| Ana Maria Sandu                  | jurnalistă română                                                                                             |         |
| Anais Nersesian                  | traducătoare română                                                                                           |         |
| Andreea Răsuceanu                | scriitoare, critic literar și traducător român                                                                |         |
| Andrei Popescu                   | |         |
| Andrei-Răzvan Lupu               | politician |         |
| Aneta Spornic                    | politiciană română                                                                                            |         |
| Angela Felicia Botez             | filosoafă română                                                                                              |         |
| Antoaneta Olteanu                | |         |
| Anton Golopenția                 | sociolog român                                                                                                |         |
| Antonio Andrușceac               | politician |         |
| Atanasie Nasta                   | avocat român                                                                                                  |         |
| Aurel Covaci                     | |         |
| Carmen Gaina                     | |         |
| Cezar Mititelu                   | filosof român                                                                                                 |         |
| Christine Valmy                  | femeie de afaceri română                                                                                      |         |
| Ciprian Bucur                    | jurist român                                                                                                  |         |
| Claudiu Săftoiu                  | jurnalist român                                                                                               |         |
| Constantin Andreescu             | istoric român                                                                                                 |         |
| Constantin Fântâneru             | |         |
| Constantin Lăcătușu              | alpinist român                                                                                                |         |
| Constantin Nacu                  | |         |
| Constantin Năstăsescu            | matematician român                                                                                            |         |
| Constantin Petolescu             | istoric român, membru corespondent al Academiei Române                                                        |         |
| Constantin Rezachevici           | istoric român                                                                                                 |         |
| Constantin Z. Buzdugan           | avocat român (1870–1930)                                                                                      |         |
| Cornel Hațegan                   | fizician român                                                                                                |         |
| Costa Guli                       | |         |
| Cristian Bădiliță                | traducător român                                                                                              |         |
| Cristian Gentea                  | politician român din Pitești                                                                                  |         |
| Cristian Pîrvulescu              | politolog și un comentator al vieții sociale și politice românești                                            |         |
| Cristiana Dumitrache             | |         |
| Cristina Nemerovschi             | scriitoare română                                                                                             |         |
| Călin-Constantin Balabașciuc     | politician |         |
| Cătălin Zamfir                   | politician român                                                                                              |         |
| Dan Cogălniceanu                 | |         |
| Dan Faur                         | scriitor român                                                                                                |         |
| Dan Giușcă                       | chimist român                                                                                                 |         |
| Diana Stoica                     | politiciană                                                                                                   |         |
| Dimitrie Negreanu                | fizician român                                                                                                |         |
| Dinu Regman                      | poet român |         |
| Dorel Bucurescu                  | fizician român                                                                                                |         |
| Dorin Tudoran                    | jurnalist român                                                                                               |         |
| Dorina Mitrea                    | |         |
| Dragoș Dolănescu                 | politician costarican                                                                                         |         |
| Dumitru Solomon                  | |         |
| Eduard Jurist                    | |         |
| Efraim Aizikovici                | poet român |         |
| Elena Dumitru                    | politiciană română                                                                                            |         |
| Eliza Campus                     | istoric și scriitoare română                                                                                  |         |
| Emil Boldan                      | |         |
| Eraclie Sterian                  | |         |
| Ernest Abason                    | matematician român                                                                                            |         |
| Eugen Chirnoagă                  | chimist român                                                                                                 |         |
| Eugeniu Sperantia                | poet |         |
| Florica Topârceanu               | biologă română                                                                                                |         |
| Florin Manolescu                 | critic literar român                                                                                          |         |
| Florin Sandu                     | |         |
| Florina Presadă                  | politiciană română                                                                                            |         |
| Gabriela Chaborski               | chimistă română de origine poloneză                                                                           |         |
| George Magheru                   | poet și dramaturg român                                                                                       |         |
| George Nicolescu                 | cântăreț român                                                                                                |         |
| George Scutaru                   | politician român                                                                                              |         |
| George Volceanov                 | profesor universitar român                                                                                    |         |
| Georgiu Gingăraș                 | politician român                                                                                              |         |
| Gheorghe Cardaș                  | critic literar român                                                                                          |         |
| Gheorghe Ene                     | |         |
| Gheorghe Ghițescu                | doctor în medicină cu specializarea cardiologie, licențiat în filosofie și în arte plastice                   |         |
| Gheorghe Guțu                    | filolog român                                                                                                 |         |
| Gica Iuteș                       | scriitoare română                                                                                             |         |
| Gábor Dehel                      | actor maghiar                                                                                                 |         |
| Hedi Hauser                      | |         |
| Horea Teculescu                  | |         |
| Horia Ene                        | |         |
| Horia Stamatu                    | jurnalist român                                                                                               |         |
| Igor Bergler                     | romancier român                                                                                               |         |
| Ilarion Felea                    | preot și teolog ortodox român, canonizat ca sfânt                                                             |         |
| Ilia Constantinovschi            | scriitor, dramaturg și traducător rus                                                                         |         |
| Ioan Ciorănescu                  | poet și traducător român                                                                                      |         |
| Ioan Gheorghe Savin              | |         |
| Ioan Moisin                      | jurnalist român                                                                                               |         |
| Ioan Tomescu                     | matematician român                                                                                            |         |
| Ion Angelescu                    | |         |
| Ion Dongorozi                    | scriitor român                                                                                                |         |
| Ion Traian Ștefănescu            | politician român                                                                                              |         |
| Ion Vitner                       | istoric român                                                                                                 |         |
| Irina Eliade                     | traducător român                                                                                              |         |
| Irina Mitrea                     | matematiciană română                                                                                          |         |
| István Sass                      | |         |
| Iulia Soare                      | |         |
| Iulian Vesper                    | scriitor român                                                                                                |         |
| Jacques Byck                     | |         |
| Jacques Costin                   | jurnalist român                                                                                               |         |
| Justin Georgescu                 | |         |
| József Lőrincz                   | scriitor român                                                                                                |         |
| Klaus Hensel                     | |         |
| Kostake Teleman                  | matematician român                                                                                            |         |
| Krzysztof Suprowicz              | diplomat polonez                                                                                              |         |
| Luminița State                   | matematiciană română                                                                                          |         |
| Magda Stavinschi                 | astronomă română                                                                                              |         |
| Maria Manoliu-Manea              | lingvistă română stabilită în SUA                                                                             |         |
| Mariana Șora                     | eseistă română                                                                                                |         |
| Marius Robescu                   | poet român |         |
| Matei Balș                       | medic român                                                                                                   |         |
| Mihai Elin                       | poet și traducător român                                                                                      |         |
| Mihai Isbășescu                  | |         |
| Mihai Sorin Rădulescu            | istoric român                                                                                                 |         |
| Mihai-Laurențiu Polițeanu        | politician |         |
| Mihail Bogdan                    | profesor universitar român                                                                                    |         |
| Mihail Cruceanu                  | poet român |         |
| Mihail M. Râmniceanu             | inginer român                                                                                                 |         |
| Mihail Șerban                    | biochimist român                                                                                              |         |
| Mihály Korom                     | istoric maghiar                                                                                               |         |
| Mioara Roman                     | jurnalistă, traducătoare și profesoară de limbă și civilizație arabă                                          |         |
| Mircea Cancicov                  | avocat și politician român                                                                                    |         |
| Mircea Dem. Rădulescu            | poet, dramaturg, traducător român                                                                             |         |
| Mircea Horia Simionescu          | scriitor |         |
| Monica Pillat                    | filologă română                                                                                               |         |
| Monica Vișan                     | matematiciană română                                                                                          |         |
| Nadia Ileana Bogorin             | |         |
| Neagu Rădulescu                  | |         |
| Nestor Ignat                     | |         |
| Nicolae Gluhovschi               | |         |
| Nicolae Ottescu                  | prozator și dramaturg român, ministru al Afacerilor Interne                                                   |         |
| Niculae Cerveni                  | politician român                                                                                              |         |
| Octav Livezeanu                  | diplomat român                                                                                                |         |
| Octavian Angheluță               | pictorul Octavian Angheluță                                                                                   |         |
| Olga Cicanci                     | paleografă română și istoric                                                                                  |         |
| Olga Zaicik                      | traducătoare română din literatura poloneză                                                                   |         |
| Ovidiu Raețchi                   | politician român                                                                                              |         |
| Paul Craja                       | |         |
| Petre Drăgoescu                  | politician român                                                                                              |         |
| Petre Grimm                      | istoric literar, traducător, profesor universitar                                                             |         |
| Petre Strihan                    | poet român |         |
| Petru Creția                     | jurnalist și filolog român                                                                                    |         |
| Radu Ioanid                      | istoric român                                                                                                 |         |
| Radu Portocală                   | politician |         |
| Radu Voinescu                    | critic literar român                                                                                          |         |
| Rareș-Tudor Pop                  | politician român                                                                                              |         |
| Romulus Vulpescu                 | |         |
| Sebastian Lăzăroiu               | scriitor român                                                                                                |         |
| Silviu Andrieș-Tabac             | istoric, heraldist și vexilolog din Moldova                                                                   |         |
| Smaranda Vultur                  | filologă și istorică română                                                                                   |         |
| Sofronie Vulpescu                | |         |
| Solange d'Herbez de la Tour      | arhitectă franceză                                                                                            |         |
| Sterie Diamandi                  | |         |
| Sándor Szakács                   | |         |
| Tatiana Slama-Cazacu             | psiholingvistă română                                                                                         |         |
| Teodor Vârgolici                 | critic literar român                                                                                          |         |
| Theodor Angheluță                | matematician român                                                                                            |         |
| Toma Grigorie                    | poet și scriitor român                                                                                        |         |
| Tudor Caranfil                   | critic de film român                                                                                          |         |
| Tudor George                     | poet român |         |
| Valerian Stan                    | |         |
| Valeriu Ionescu                  | scriitor român                                                                                                |         |
| Valeriu Sterian                  | muzician român de muzică folk și rock                                                                         |         |
| Vasile Barba                     | |         |
| Victor Eskenasy                  | jurnalist elvețian                                                                                            |         |
| Victor Papilian                  | anatomist, scriitor și profesor universitar român                                                             |         |
| Victor Tulbure                   | poet român |         |
| Vilmos Nagy                      | |         |
| Vintilă Mihăilescu               | antropolog român                                                                                              |         |
| Vintilă Russu-Șirianu            | |         |
| Virgil Ani                       | |         |
| Virgil Caraivan                  | scriitor român                                                                                                |         |
| Virgil Carianopol                | poet român |         |
| Virgil Huzum                     | poet român |         |
| Zina Dumitrescu                  | creatoare de modă                                                                                             |         |
| Árpád Kelemen                    | inginer electrician maghiar                                                                                   |         |
| Șerban Iliescu                   | lingvist și jurnalist român                                                                                   |         |
| Ștefan Bănulescu                 | scriitor român                                                                                                |         |
| Ștefan I. Nenițescu              | |         |
| Նոնո Գրիգորյան                   | |         |
| Ірод Корнелій                    | |         |
| Бістреану Іон                    | |         |
| Ковач Іван Андрійович            | |         |
| Корнел Іонеску                   | |         |
| Корсюк Микола Миколайович        | |         |
| Георге Пердики                   | |         |
| Небиляк Михайло                  | |         |
| Георгиос Каридис                 | |         |
| Georgius Emacu                   | |         |
| Dragoş Christianus Dinu          | |         |
| Ярослава-Орися Колотило          | |         |
| Мане Готенберг                   | |         |
| Սիմեոն Դավիթյան                  | |         |
| Христо Капитанов                 | avocat bulgar                                                                                                 |         |
| يعقوب يوسف العتيقى               | scriitor kuwaitian                                                                                            |         |
| Abraham Drucker                  | |         |
| Adriana Pálffy-Buß               | |         |
| Al. Gherghel                     | poet român |         |
| Alexandru Colorian               | poet român |         |
| Antoaneta Bodisco                | |         |
| Cláudio Torres                   | |         |
| Constantin Flitan                | politician român                                                                                              |         |
| Corneliu Botez                   | |         |
| Diana-Ștefana Baciuna            | politiciană română                                                                                            |         |
| Elek Nagy                        | om de afaceri maghiar                                                                                         |         |
| Ervand Serobyan                  | |         |
| Ion Dalametra                    | |         |
| Iosef Glanz                      | |         |
| István Aranyosi                  | filosof maghiar                                                                                               |         |
| Jenny Brumme                     | |         |
| José Luiz Fiorin                 | |         |
| Levente Kiss                     | |         |
| Liviu Floda                      | jurnalist american                                                                                            |         |
| Lulu Kerchova-Pŭt︠s︡an             | jurnalistă română                                                                                             |         |
| Marcel Romanescu                 | poet român |         |
| Maria Grossmann                  | |         |
| Michalis Raptis                  | |         |
| Mircea Gesticone                 | poet român |         |
| Mircea Saulesco                  | |         |
| Monica Ulmanu                    | |         |
| Narcisa Pheres                   | |         |
| Octav Minar                      | |         |
| Paisie Teodorescu                | |         |
| Paul Tuschinski                  | |         |
| Q18539396                        | membru supleant al C.C. al P.C.R., soția lui Nicu Ceaușescu                                                   |         |
| Rodica Ramer                     | |         |
| Silviu Neguț                     | profesor universitar român                                                                                    |         |
| Tiberiu Sahlean                  | |         |
| Zoltán Csiki-Sava                | |         |
| Șerban Voinea                    | |         |
| Adina Florea                     | procuror român                                                                                                |         |
| Adrian Cășunean-Vlad             | politician român                                                                                              |         |
| Alain Paruit                     | |         |
| Alec Flegon                      | politician român                                                                                              |         |
| Alexandru Buium                  | matematician american                                                                                         |         |
| Alexandru Bădăuță                | |         |
| Alexandru Dimca                  | matematician român                                                                                            |         |
| Alexandru Mazăre                 | |         |
| Alexandru Monciu-Sudinski        | |         |
| Alexandru Virgil Platon          | actor român de film                                                                                           |         |
| Alina Bârgăoanu                  | profesor |         |
| Alina-Anca von Davier            | |         |
| Amalia Bellantoni                | politician român și personalitate publică                                                                     |         |
| Ambrozie-Irineu Darău            | politician |         |
| Anastasiu Crișu                  | jurist român                                                                                                  |         |
| Andreea Cosma                    | politician |         |
| Andrei Cornea                    | istoric român                                                                                                 |         |
| Andrei Partoș                    | jurnalist român                                                                                               |         |
| Angela Bidu-Vrănceanu            | |         |
| Antoaneta Ralian                 | scriitoare română                                                                                             |         |
| Antonel Tănase                   | politician și economist român                                                                                 |         |
| Arion Roșu                       | orientalist român care a trăit în Franța                                                                      |         |
| Aristide Deleanu                 | |         |
| Arșavir Acterian                 | avocat român                                                                                                  |         |
| Aspazia Cojocaru                 | |         |
| Aurel Chirescu                   | poet român |         |
| Aurel Storin                     | scriitor, dramaturg și textier român de etnie evreiască                                                       |         |
| Aureliu Weiss                    | avocat român                                                                                                  |         |
| Barbu Cioculescu                 | critic literar român                                                                                          |         |
| Barbu Theodorescu                | |         |
| Bogdan Mihai Simion              | lăutar și cobzar român                                                                                        |         |
| Bogdan Muzgoci                   | jurnalist român                                                                                               |         |
| Borbála Vajda                    | politiciană română                                                                                            |         |
| C. George Sandulescu             | |         |
| C. Stănescu                      | |         |
| Carmen Mușat                     | |         |
| Chiriac Bucur                    | scriitor și diplomat român                                                                                    |         |
| Christina Christodoulou-Todea    | publicistă și traducătoare română                                                                             |         |
| Cicerone Poghirc                 | lingvist, eseist, istoric literar român                                                                       |         |
| Claudia Golea                    | scriitoare română                                                                                             |         |
| Claudiu Crăciun                  | |         |
| Claudiu Manta                    | politician |         |
| Constantin Codreanu              | politician român                                                                                              |         |
| Constantin Dinischiotu           | |         |
| Constantin Doldur                | jurist român                                                                                                  |         |
| Constantin Geambașu              | |         |
| Constantin Lupeanu               | |         |
| Constantin Mohanu                | |         |
| Constantin Măciucă               | istoric literar, eseist și teatrolog român                                                                    |         |
| Constantin Stoiciu               | prozător român                                                                                                |         |
| Constantin Stătescu              | |         |
| Constantin Tudor                 | politician român                                                                                              |         |
| Constanța Vintilă-Ghițulescu     | istorică română                                                                                               |         |
| Corina Nicolescu                 | |         |
| Cornel Moraru                    | critic literar                                                                                                |         |
| Corneliu Antim                   | scriitor, grafician, sculptor, cronicar de artă, critic de artă și istoric de artă român                      |         |
| Corneliu Michăilescu             | pictor român                                                                                                  |         |
| Costică Bulai                    | jurist român                                                                                                  |         |
| Cristian Sima                    | om de afaceri din România                                                                                     |         |
| Cristian Teodorescu              | eseist român                                                                                                  |         |
| Cristian-Ion-Gheorghe Ciucu      | fizician român                                                                                                |         |
| Cristina Trăilă                  | politician |         |
| Călin Vlasie                     | publicist român                                                                                               |         |
| Dan Drosu Șaguna                 | jurist român                                                                                                  |         |
| Dan Ghibernea                    | politician |         |
| Dan Pavel                        | scriitor român                                                                                                |         |
| Dana Beldiman                    | |         |
| Dana Jalobeanu                   | |         |
| Daniel Gheorghe                  | politician român                                                                                              |         |
| Daniel Pișcu                     | poet român |         |
| David Rosenkranz                 | avocat român                                                                                                  |         |
| Delia Budeanu                    | jurnalistă română și prezentatoare de știri televizate (crainică)                                             |         |
| Domnica Alexandrescu             | profesoară și politiciană comunistă română                                                                    |         |
| Domnica Filimon-Stoicescu        | |         |
| Dragoș-Cristian Dinu             | funcționar public român                                                                                       |         |
| Dumitru Chițoran                 | profesor universitar român                                                                                    |         |
| Dumitru Gheorghiu                | filosof român                                                                                                 |         |
| Dumitru Mărculescu               | politician |         |
| Dănuț Marcu                      | |         |
| Eftimie Antonescu                | profesor universitar român                                                                                    |         |
| Elena Stancu                     | jurnalistă română                                                                                             |         |
| Eleonora Costescu                | istorică română a artei                                                                                       |         |
| Emanuel Neuman                   | |         |
| Emil-Livius-Nicolae Putin        | politician român                                                                                              |         |
| Emilia Milicescu                 | poetă, prozatoare și publicistă română, istoric literar                                                       |         |
| Emilia Șercan                    | Jurnalistă română de investigații                                                                             |         |
| Eugen Lozovan                    | |         |
| Eugen-Gheorghe Hilote            | politician român                                                                                              |         |
| Eugeniu Russev                   | istoric moldovean                                                                                             |         |
| Fifi Harand                      | actriță română                                                                                                |         |
| Filip Teodorescu                 | diplomat român                                                                                                |         |
| Florentina Bunea                 | |         |
| Floriana Tuna                    | |         |
| Florica Dimitrescu-Niculescu     | |         |
| Florin Țurcanu (istoric)         | istoric român                                                                                                 |         |
| Francisca Băltăceanu             | filologă română                                                                                               |         |
| Gabriel Stănescu                 | scriitor român                                                                                                |         |
| Gabriela Marinoschi              | matematiciană română                                                                                          |         |
| Gavril Ștrempel                  | istoric român                                                                                                 |         |
| Gelu Duminică                    | sociolog român                                                                                                |         |
| Gelu Ionescu                     | critic literar, istoric literar și eseist român                                                               |         |
| George Comșa                     | fizician și chimist român                                                                                     |         |
| George Cușnarencu                | prozator și publicist român                                                                                   |         |
| George Dorul Dumitrescu          | |         |
| George Dumitrescu                | poet român |         |
| George Fotino                    | istoric și profesor de drept român, membru corespondent al Academiei Române                                   |         |
| George Lăzărescu                 | |         |
| George Șipoș                     | jurnalist, traducător și niponolog român                                                                      |         |
| Georgian Pop                     | politician român                                                                                              |         |
| Gheorghe Fulga                   | politician român                                                                                              |         |
| Gheorghe Iova                    | scriitor român                                                                                                |         |
| Gheorghe Mencinicopschi          | |         |
| Gheorghe Mihăilă                 | |         |
| Gheorghe Nenciu                  | |         |
| Grigore Arbore                   | poet și publicist român                                                                                       |         |
| Grigore Gheba                    | matematician român                                                                                            |         |
| Grigore Roșu                     | |         |
| Harald Alexandrescu              | |         |
| Henri Zalis                      | scriitor român                                                                                                |         |
| Hermina Anghelescu               | specialistă în Biblioteconomie și știința informării                                                          |         |
| Horațiu Năstase                  | fizician român                                                                                                |         |
| Ileana Mihăilă                   | filologă română                                                                                               |         |
| Ileana Vrancea                   | |         |
| Ioan Cuculescu                   | matematician român                                                                                            |         |
| Ioan Donca                       | diplomat român                                                                                                |         |
| Ioan Jinga                       | pedagog român, profesor universitar                                                                           |         |
| Ioan Licea                       | |         |
| Ioan Lăcustă                     | scriitor român                                                                                                |         |
| Ioan Muraru                      | |         |
| Ioan Scurtu                      | istoric român                                                                                                 |         |
| Ioan Stanomir                    | analist politic român                                                                                         |         |
| Ioana Uricaru                    | cineastă română                                                                                               |         |
| Ion Bulei                        | istoric român                                                                                                 |         |
| Ion Ionașcu                      | istoric român                                                                                                 |         |
| Ion Ioniță                       | Arheologi români                                                                                              |         |
| Ion Iovescu                      | scriitor român                                                                                                |         |
| Ion Mocioalcă                    | politician român                                                                                              |         |
| Ion Murgeanu                     | jurnalist român                                                                                               |         |
| Ion P. Filipescu                 | jurist român                                                                                                  |         |
| Ion Robciuc                      | |         |
| Ion Spălățelu                    | istoric român                                                                                                 |         |
| Ionel Dancă                      | politician român                                                                                              |         |
| Ionel Marineci                   | politician român                                                                                              |         |
| Iorgu Stoian                     | arheolog român                                                                                                |         |
| Iosif Boda                       | |         |
| Isaia Tolan                      | jurnalist, poet și traducător român                                                                           |         |
| Iulian Teodorescu                | jurist român, fost rector al Universității „Alexandru Ioan Cuza” din Iași                                     |         |
| Ivanca Olivotto                  | matematiciană română                                                                                          |         |
| Julius Scherzer                  | |         |
| Laurențiu Panaitopol             | matematician român                                                                                            |         |
| Lazăr Dragoș                     | matematician român                                                                                            |         |
| Lidia Stăniloae                  | scriitoare română                                                                                             |         |
| Liliana Delescu                  | Miss România 1932                                                                                             |         |
| Liviu Giosan                     | |         |
| Liviu Petrișor Dinu              | matematician român, expert în lingvistică computațională                                                      |         |
| Luana Schidu                     | traducătoare română                                                                                           |         |
| Lucia Anton                      | editor de film                                                                                                |         |
| Lucia-Doina Popov                | |         |
| Lucian Bolcaș                    | politician român                                                                                              |         |
| Lucian Mihai                     | jurist român                                                                                                  |         |
| Lucian Stângu                    | profesor universitar român                                                                                    |         |
| Magdalena Popescu                | Istorică literară, critică, editoare și traducătoare română                                                   |         |
| Marcel Chirnoagă                 | pictor român                                                                                                  |         |
| Marian Aprodu                    | matematician român                                                                                            |         |
| Marian Ianculescu                | politician român                                                                                              |         |
| Marin Nițescu                    | |         |
| Marius-Eugen Ostaficiuc          | politician |         |
| Maurice Fluegel                  | autor american                                                                                                |         |
| Micaela Slăvescu                 | |         |
| Mihai Costea                     | botanist român                                                                                                |         |
| Mihai Dascal                     | |         |
| Mihai Dimitrie Sturdza           | istoric și diplomat român                                                                                     |         |
| Mihai Dinu                       | filolog român                                                                                                 |         |
| Mihai-Alexandru Badea            | politician |         |
| Mihail Crama                     | |         |
| Mihail Lungianu                  | scriitor român                                                                                                |         |
| Mira Simian                      | poetă, traducătoare, eseistă română                                                                           |         |
| Mircea Drăgănescu                | scriitor român                                                                                                |         |
| Mircea Handoca                   | |         |
| Mircea Martin                    | critic literar român                                                                                          |         |
| Mirel Bîrlan                     | astronom român                                                                                                |         |
| Mirel Taloș                      | politician |         |
| Miron Kiropol                    | poet, prozator, pictor și traducător                                                                          |         |
| Mona Nicoară                     | |         |
| Narcisa Forăscu                  | |         |
| Natalia Leonida                  | pedagogă română                                                                                               |         |
| Nelu Brâdean-Ebinger             | |         |
| Nicolae Cochinescu               | jurist român                                                                                                  |         |
| Nicolae Dinculeanu               | matematician român                                                                                            |         |
| Nicolae Droc-Barcian             | profesor și ziarist transilvănean                                                                             |         |
| Nicolae Drăghiea                 | politician român                                                                                              |         |
| Nicolae Felecan                  | |         |
| Nicolae Iliescu                  | scriitor român                                                                                                |         |
| Nicolae Iuga                     | jurnalist român                                                                                               |         |
| Nicolae Mihăescu-Nigrim          | poet, prozator, epigramist, eseist și traducător român                                                        |         |
| Nicolae N. Mihăileanu            | matematician român                                                                                            |         |
| Nicolae Olteanu                  | |         |
| Nicolae Petrescu Redi            | poet român |         |
| Nicolae Pora                     | prozator și publicist român                                                                                   |         |
| Nicolae Sfetcu                   | inginer român                                                                                                 |         |
| Nicolae Velea                    | prozator și povestitor român                                                                                  |         |
| Octavian Buda                    | istoric al medicinei și medic psihiatru român                                                                 |         |
| Octavian Buhociu                 | filosof român                                                                                                 |         |
| Ofelia Manole                    | |         |
| Oltin Hurezeanu                  | actor român                                                                                                   |         |
| Pantelimon Manta                 | politician român                                                                                              |         |
| Petre Crăciun                    | scriitor român                                                                                                |         |
| Petre Lăzăroiu                   | judecător român                                                                                               |         |
| Petre V. Haneș                   | |         |
| Petru Vintilă                    | scriitor român                                                                                                |         |
| Petruț Pârvescu                  | poet, publicist și grafician român                                                                            |         |
| Radu Gabriel Pârvu               | filozof, scriitor și traducător român                                                                         |         |
| Radu Homescu                     | diplomat român                                                                                                |         |
| Radu Jörgensen                   | jurnalist român                                                                                               |         |
| Radu Sergiu Ruba                 | scriitor român                                                                                                |         |
| Raluca Rădulescu                 | |         |
| Rodica Culcer                    | jurnalistă română                                                                                             |         |
| Rodica-Luminița Barcari          | politiciană                                                                                                   |         |
| Romulus Cristescu                | matematician român                                                                                            |         |
| Sabina Ispas                     | filologă română                                                                                               |         |
| Scarlat Struțeanu                | |         |
| Septimiu Bucur                   | |         |
| Sergiu Mihail Tofan              | politician român                                                                                              |         |
| Sevastian Fenoghen               | politician român                                                                                              |         |
| Silvia Monica Dinică             | politiciană română                                                                                            |         |
| Silvia Uscov                     | Avocat român (n. 1986)                                                                                        |         |
| Simion Mândrescu                 | |         |
| Smaranda Enache                  | politiciană română                                                                                            |         |
| Sorin Coțofană                   | |         |
| Sorin Dăscălescu                 | matematician român                                                                                            |         |
| Sorin Mărculescu                 | poet român |         |
| Sorin Preda                      | |         |
| Spiridon Groza                   | senator român                                                                                                 |         |
| Stanislas Cihoski                | politician și profesor universitar român                                                                      |         |
| Stelian Bujduveanu               | politician român                                                                                              |         |
| Stelian Duțu                     | |         |
| Tania Lovinescu                  | scriitoare și poet israeliană de origine română                                                               |         |
| Teofil Pop                       | politician român                                                                                              |         |
| Theodor-Cătălin Nicolescu        | politician român                                                                                              |         |
| Theodora Șotcan                  | politiciană română                                                                                            |         |
| Tiberiu Nițu                     | jurist român                                                                                                  |         |
| Ticu Archip                      | |         |
| Tolea Ciumac                     | Luptător K-1 român                                                                                            |         |
| Traian Ionescu-Nişcov            | filolog slavist român                                                                                         |         |
| Tudor Opriș                      | scriitor român                                                                                                |         |
| Tudor Țopa                       | scriitor și traducător român                                                                                  |         |
| Uwe Erwin Engelmann              | |         |
| Vasile Christu                   | traducător bulgar                                                                                             |         |
| Vasile Dem Zamfirescu            | |         |
| Vasile Dudumi                    | |         |
| Vasile Parizescu                 | pictor român                                                                                                  |         |
| Vasile Radu                      | preot, profesor și teolog român, traducător al Bibliei în limba română                                        |         |
| Vasile Rebreanu                  | prozator și dramaturg român                                                                                   |         |
| Victor Bârsan                    | |         |
| Victor Dan Zlătescu              | |         |
| Victoria Pătrașcu                | Scriitoare română                                                                                             |         |
| Vintilă Șiadbei                  | |         |
| Viorel Cernica                   | filosof român                                                                                                 |         |
| Virgil Emil Căzănescu            | infomatician român                                                                                            |         |
| Virgil Potârcă                   | avocat și politician român                                                                                    |         |
| Vlad Bănățeanu                   | |         |
| Zatik Mooradian                  | |         |
| Zoica Dona                       | Miss România 1930                                                                                             |         |
| Șerban Codrin                    | |         |
| Șerban Procheș                   | entomolog sud-african                                                                                         |         |
| Șerban Stănoiu                   | jurist român                                                                                                  |         |
| Șerban Tomșa                     | |         |
| Ștefan Dimitriu                  | scriitor, jurnalist și compozitor român                                                                       |         |
| Ștefan I. Gheorghiță             | matematician român                                                                                            |         |
| Ștefan Orășanu                   | |         |
| Ștefan Papadima                  | matematician român                                                                                            |         |
| Ștefan Stoenescu                 | filolog român                                                                                                 |         |
| Ștefan-Alexandru Băișanu         | politician român                                                                                              |         |